# Douglas Chapman (homme politique)
Douglas Chapman est un homme politique du Parti national écossais (SNP). Il est député de Dunfermline and West Fife de 2015 à 2024. Il est le porte-parole du SNP chargé des achats pour la défense.

## Biographie
Il est né à Édimbourg en 1955 et grandit à Livingston et à West Calder. Il fréquente la West Calder High School et vit dans la région de Dunfermline depuis 1990. Il est conseiller du conseil de Fife dans les quartiers Rosyth et North Queensferry pendant neuf ans avant de devenir député.
Lors des élections générales de 2010, Chapman se présente à Kirkcaldy and Cowdenbeath, mais est battu par le Premier ministre travailliste Gordon Brown par plus de 23 000 voix. Cinq ans plus tard, à Dunfermline et à West Fife, il remporte 50,3% des suffrages, battant Thomas Docherty.
Il conserve son siège aux élections de 2017 et 2019. Il ne se représente pas en 2024.